# .ci
.ci е интернет домейн от първо ниво за Кот д'Ивоар. Администрира се от Institut National Polytechnique Felix Houphouet Boigny. Представен е през 1995 г.